# جاي والتر روبن
جاي والتر روبن (بالإنجليزية: J. Walter Ruben)‏ هو منتج أفلام وكاتب سيناريو ومخرج أمريكي، ولد في 14 أغسطس 1899 في نيويورك في الولايات المتحدة، وتوفي في 4 سبتمبر 1942 في هوليوود في الولايات المتحدة.

## وصلات خارجية
- جاي والتر روبن على موقع IMDb (الإنجليزية)
- جاي والتر روبن على موقع ألو سيني (الفرنسية)
- جاي والتر روبن على موقع أول موفي (الإنجليزية)
- جاي والتر روبن على موقع قاعدة بيانات الأفلام السويدية (السويدية)
- جاي والتر روبن على موقع قاعدة بيانات الفيلم (الإنجليزية)
- جاي والتر روبن على موقع كينوبويسك (الروسية)